# انتخابات برکناری

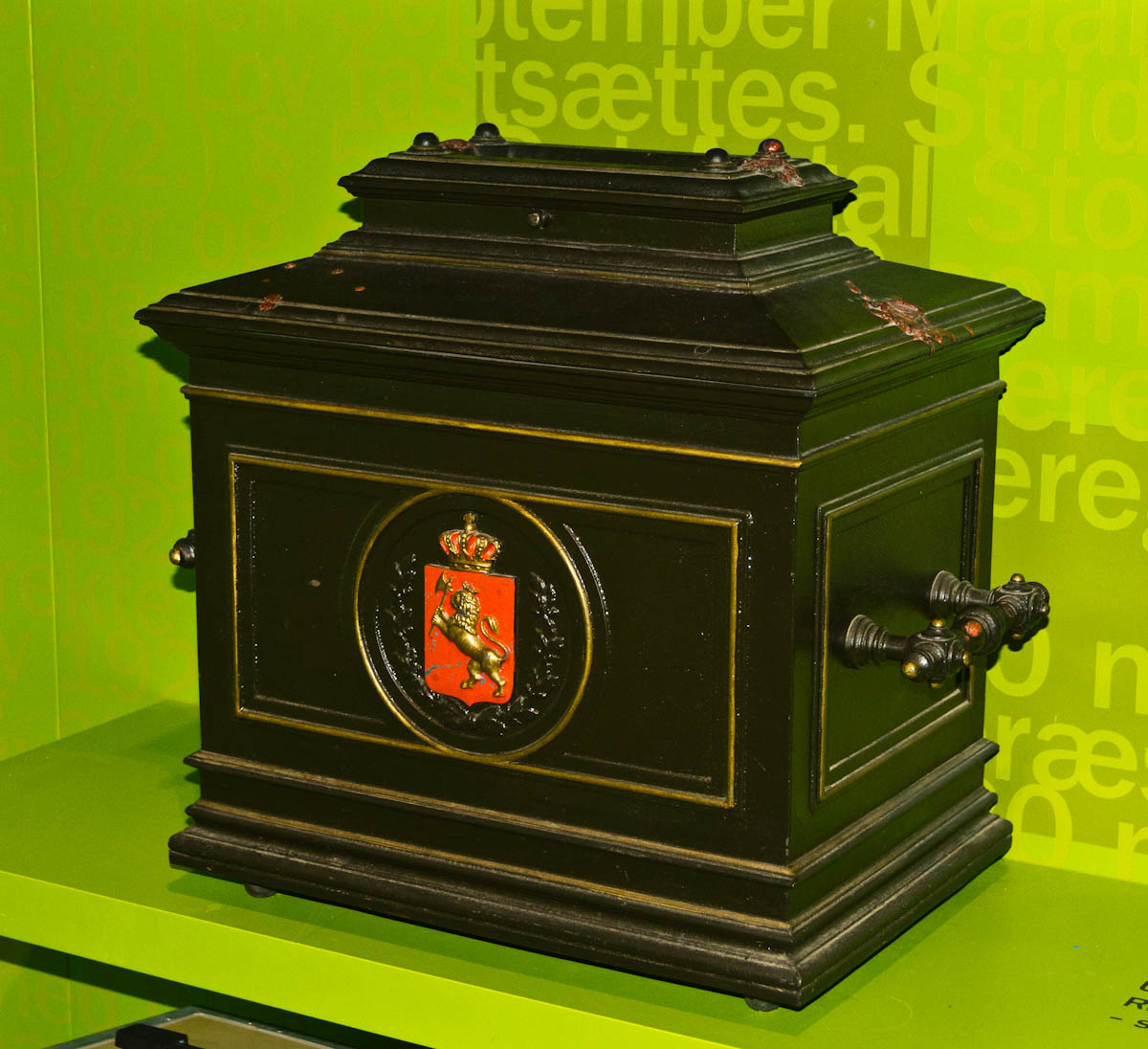
صندوق انتخابات برکناری در آتن

انتخابات برکناری (به انگلیسی: recall election) روالی است که طی آن مردم می‌توانند با رأی مستقیم، فرد انتخاب‌شده‌ای را پیش از اتمام دورهٔ مقرر از منصبش عزل کنند. روال برکناری موقعی آغاز می‌شود که تعداد معینی امضا جمع شده باشد. این نوع روال که سابقه‌اش به دموکراسی آتن باستان باز می‌گردد، هم‌اکنون در قانون اساسی برخی از کشورها پیش‌بینی شده و اجرا می‌شود.